# Søren Peder Lauritz Sørensen
Søren Peder Lauritz Sørensen, danski kemik, * 9. januar 1868, Havjebjerg, Danska, † 12. februar 1939, Charlottenlund.
Od leta 1901 je bil Sørensen vodja uglednega laboratorija Carlsberg v Københavnu. V kemijo je uvedel pomembno brezrazsežno število pH kot merilo za koncentracijo hidronijevih ionov v raztopini.